# Episodi di Papà a tempo pieno (prima stagione)
La prima stagione della serie televisiva Papà a tempo pieno è stata trasmessa in prima visione assoluta negli Stati Uniti dal network CBS dal 24 ottobre 2016 al 15 maggio 2017.
Dopo un primo ordine di 19 episodi, il 6 gennaio 2017 la CBS ha ordinato tre ulteriori episodi.
In Italia la stagione è stata trasmessa in prima visione assoluta su Rai 2 dal 23 luglio 2018. Dopo una lunga pausa per il cambio di programmazione, passando dal preserale infrasettimanale alla mattina del sabato, riprende il 20 aprile 2019 per le ultime 3 puntate e termina il 4 maggio 2019.
| n° | Titolo originale        | Titolo italiano            | Prima TV USA     | Prima TV Italia |
| -- | ----------------------- | -------------------------- | ---------------- | --------------- |
| 1  | Pilot                   | Il diverti-papà            | 24 ottobre 2016  | 23 luglio 2018  |
| 2  | Two Tickets to Paradise | Partita a due              | 31 ottobre 2016  | 24 luglio 2018  |
| 3  | The Puppet Theater      | Il capitano del battello   | 7 novembre 2016  | 25 luglio 2018  |
| 4  | Un-Dressed              | Garage e ricordi           | 14 novembre 2016 | 27 luglio 2018  |
| 5  | Thanksgiving            | Adam e il tacchino         | 21 novembre 2016 | 30 luglio 2018  |
| 6  | Holey War               | Strategie                  | 5 dicembre 2016  | 31 luglio 2018  |
| 7  | Winter Has Come         | Il miracolo di Natale      | 12 dicembre 2016 | 1º agosto 2018  |
| 8  | Adam Steps Up           | Pietra miliare             | 19 dicembre 2016 | 2 agosto 2018   |
| 9  | What About Bob?         | Chi è questo Bob?          | 2 gennaio 2017   | 3 agosto 2018   |
| 10 | A Dinner Gone Wrong     | Brutti ricordi             | 16 gennaio 2017  | 13 agosto 2018  |
| 11 | The Talk                | Il discorsetto             | 23 gennaio 2017  | 16 agosto 2018  |
| 12 | The Three Amigos        | I tre amigos               | 6 febbraio 2017  | 20 agosto 2018  |
| 13 | Valentine's Day         | Una serata quasi romantica | 13 febbraio 2017 | 21 agosto 2018  |
| 14 | Kate's First Date       | Padri e figlie             | 20 febbraio 2017 | 22 agosto 2018  |
| 15 | Assisted Living         | Genitori ingombranti       | 27 febbraio 2017 | 23 agosto 2018  |
| 16 | Tha A Team              | La coppia numero 1         | 13 marzo 2017    | 27 agosto 2018  |
| 17 | Doctor No               | Dottor Divago              | 20 marzo 2017    | 29 agosto 2018  |
| 18 | The Blame Game          | La strategia della colpa   | 10 aprile 2017   | 30 agosto 2018  |
| 19 | Spring Fling            | Un vasetto di miele        | 17 aprile 2017   | 31 agosto 2018  |
| 20 | Dirty Money             | Tempo di bilanci           | 1º maggio 2017   | 20 aprile 2019  |
| 21 | Operation False Freedom | Cellulari e bugie          | 8 maggio 2017    | 27 aprile 2019  |
| 22 | Buzzer Beater           | Desiderio di maternità     | 15 maggio 2017   | 4 maggio 2019   |